# Белоколпский сельский округ
Белоколпский округ — упразднённая административно-территориальная единица, существовавшая на территории Шаховского района Московской области в 1994—2006 годах.
Белоколпский сельсовет был образован в первые годы советской власти. В 1921 году он числился в составе Кульпинской волости Волоколамского уезда Московской губернии. 24 марта 1924 года в связи с ликвидацией Кульпинской волости Белоколпский с/с вошёл в состав Раменской волости.
В 1926 году Белоколпский с/с включал 3 населённых пункта — Белая Колпь, Беркуново и Красная Колпь.
В 1929 году Белоколпский сельсовет был отнесён к Шаховскому району Московского округа Московской области.
17 июля 1939 года к Белоколпскому с/с были присоединены селения Елизаветино, Васильевское, Елинархово, Полежаево и Темниково упразднённого Елизаветинского с/с, а также селение Аксаково Гольцовского с/с. 4 октября селение Аксаково было возвращено в Гольцовский с/с.
4 января 1952 года из Гольцевского с/с в Белоколпский было передано селение Аксаково, а из Коптязинского с/с — селение Пленицино.
14 июня 1954 года к Белоколпскому с/с был присоединён Коптязинский с/с.
20 августа 1960 года из Белоколпского с/с в Бухоловский были переданы селения Назарьево и Чухолово. Одновременно селения Затесово, Зденежье, Коптязино и Рождествено были переданы в новый Лобановский с/с.
1 февраля 1963 года Шаховской район был упразднён и Белоколпский с/с вошёл в Волоколамский укрупнённый сельский район.
11 января 1965 года Шаховской район был восстановлен и Белоколпский с/с вновь вошёл в его состав.
16 января 1969 года из Лобановского с/с в Белоколпский было передано селение Затесово, а из Новоникольского с/с — селение Оптыное Поле.
23 июня 1988 года в Белоколпском с/с было упразднено селение Опытное Поле.
1 апреля 1992 года к Белоколпскому с/с был присоединён Лобановский с/с.
3 февраля 1994 года Белоколпский с/с был преобразован в Белоколпский сельский округ.
В ходе муниципальной реформы 2005 года Белоколпский сельский округ прекратил своё существование как муниципальная единица. При этом деревни Лобаново и Павловское вошли в Городское поселение Шаховская, деревня Стариково — в Сельское поселение Степаньковское, а остальные населённые пункты — в Сельское поселение Раменское.
29 ноября 2006 года Белоколпский сельский округ исключён из учётных данных административно-территориальных и территориальных единиц Московской области.